# Chicago blues
Genres associés
Blues - Delta blues - rhythm and blues - Texas Blues - rock 'n' roll
Le Chicago blues est une forme de blues qui s'est développée à Chicago dans l'Illinois par l'ajout d'instruments comme la guitare électrique, la guitare basse, la batterie, le piano, voire des cuivres, à la base classique du Delta blues, à savoir guitare acoustique et harmonica. C'est cette structure orchestrale qui sera plus tard à la base de l'orchestre de rock.

## Origines
L'essor du Chicago blues est dû principalement à l'exode rural, lors de la Grande Dépression, des ouvriers noirs et pauvres du sud des États-Unis vers les villes industrialisées du nord, Chicago en particulier, au cours de la première moitié du XXe siècle.
Au début le Chicago blues s'est surtout forgé dans les rues et les clubs de Chicago. Mais très vite il a fortement gagné en popularité jusqu'à toucher l'ensemble des États-Unis puis l'Europe, particulièrement le Royaume-Uni.

## Musiciens
Les principaux artistes qui ont joué du Chicago blues sont Big Bill Broonzy,  Buddy Guy, Elmore James, Freddie King,  Albert King, Howlin' Wolf, J.B. Lenoir, John Primer, Little Walter, Luther Allison, Magic Slim, Magic Sam, Muddy Waters, Robert Cray, Paul Butterfield, Sonny Boy Williamson I, Sonny Boy Williamson II, Willie Dixon, Bonny B. Jimmy Reed.

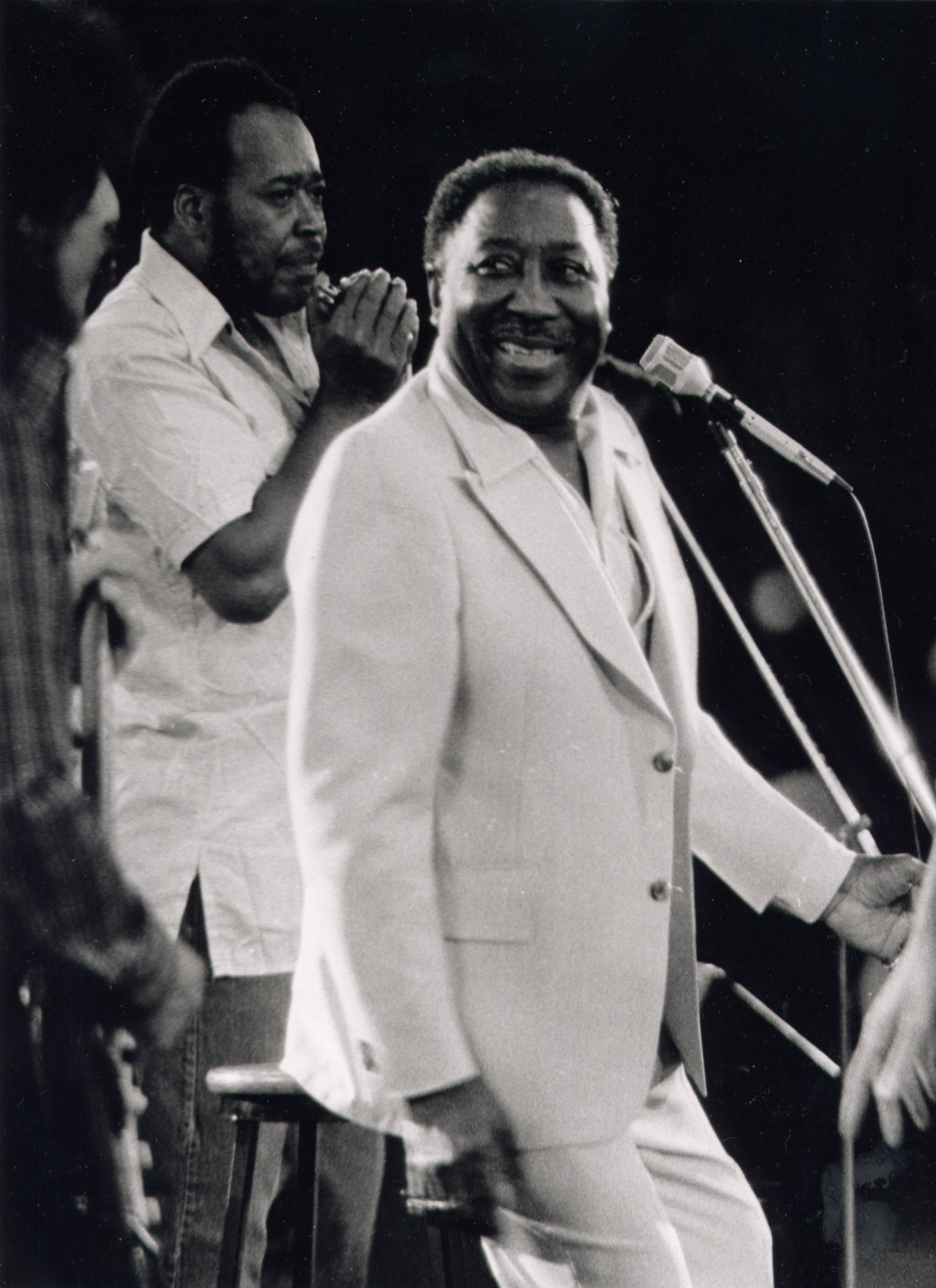
Muddy Waters, figure historique du Chicago blues

### Chess Records
Mené par les frères Leonard et Phil Chess, Chess Records fut le plus important label de Chicago blues, ils ont produit la plupart des grands artistes de l'époque.

## Héritage
Le Chicago blues a une très grande influence sur de nombreux artistes rock et de hip-hop de la fin des années 1950 à nos jours, comme les Rolling Stones, Jimi Hendrix, Led Zeppelin ou encore le rappeur Common.
- Le rappeur Chuck D du groupe Public Enemy est un grand amateur de Chicago blues et cite comme plus grande influence  l'album Electric Mud de Muddy Waters[1].